# پاتریک روست
پاتریک روست (انگلیسی: Patrick Roest؛ زادهٔ ۷ دسامبر ۱۹۹۵) اسکیت‌باز سرعت اهل پادشاهی هلند است.